# Dalva Maria Carvalho Mendes
Dalva Maria Carvalho Mendes (Rio de Janeiro, março de 1956) é uma médica e militar brasileira. É a primeira mulher a se a tornar contra-almirante da Marinha do Brasil.

## Carreira
Entrou para a Marinha Brasileira, em 1981, e exerceu atividades no Hospital Naval Marcílio Dias até 2009, quando foi transferida para a Policlínica Naval Nossa Senhora da Glória, no cargo de diretora.
Recebeu condecorações como a Ordem do Mérito Naval, Medalha Mérito Tamandaré e Medalha Militar com Passador de Ouro. Em novembro de 2012, foi promovida a contra-almirante (duas estrelas), ou seja, uma oficial general na Marinha.
Formada pela (CSM-Md) Corpo de Saúde Marinha, formou-se como segundo tenente, auxiliar da Escola de Saúde da Marinha. Quando se tornou capitã de corveta, passou a instrutora da Escola de Saúde da Marinha.
Quando se tornou capitã de mar e guerra, assumiu o comando da Escola de Saúde da Marinha e, depois, da Policlínica Naval Nossa Senhora da Glória.
Foi promovida a contra-almirante, em 26 de novembro de 2012, pela então presidente Dilma Rousseff.